# Aulacocyclus tambourinensis
Aulacocyclus tambourinensis là một loài bọ cánh cứng trong họ Passalidae. Loài này được Mjoeberg miêu tả khoa học năm 1917.